# Kijelölés
A felhasználói felületeknél a kijelölés azoknak az elemeknek a listáját jelenti, melyeken a felhasználói művelet végre fog hajtódni. Általában a felhasználó manuálisan ad a listához elemeket, bár néhány esetben a számítógép automatikusan elvégzi a kijelölést. Az egynél több elemet tartalmazó lista neve többszörös kijelölés.
- A szövegkijelölés erősen kötődik a kivágás, másolás és beillesztés műveletekhez.
- A képszerkesztő alkalmazásokban komplex eszközök állnak rendelkezésre a kép egyes területeinek kijelölésére.
- A fájlok és a felhasználó felület elemeinek kiválasztása a grafikus felhasználói felületeken jelent meg.

A környezetérzékeny menük általában az aktuális kijelölés elemeihez kapcsolódó műveleteket tartalmaznak – a kijelölés jelenti a „környezetet”, kontextust a menü számára.
Az egyidejű szerkesztés a végfelhasználói fejlesztések során kifejlesztett technika, egy többszörös kijelölés összes elemének egyidejű szerkesztésére. A kijelölt elemek egyidejű 
manipulációját teszi lehetővé direkt manipuláción keresztül. A technika alkalmazására példa a Lapis szövegszerkesztő és a gedit multi edit pluginja. A Lapis képes egy példaelem alapján automatikus többszörös kijelölést végezni.
Az egyidejű szerkesztés kifejezést a kollaboratív valós idejű szerkesztőkben végzett kollaboratív szerkesztés (közösségi szerkesztés) leírására is alkalmazzák.

## Fordítás
Ez a szócikk részben vagy egészben a Selection (user interface) című angol Wikipédia-szócikk ezen változatának fordításán alapul.  Az eredeti cikk szerkesztőit annak laptörténete sorolja fel. Ez a jelzés csupán a megfogalmazás eredetét és a szerzői jogokat jelzi, nem szolgál a cikkben szereplő információk forrásmegjelöléseként.